# Aprilia Tuono 125
Die Aprilia Tuono 125 ist ein Naked Bike des italienischen Motorradherstellers Aprilia, der zur Piaggio-Gruppe gehört. Sie ist mit dem gleichen 125-cm³-Motor ausgestattet wie die vollverkleidete Aprilia RS 125. Der nächstgrößere Maschinentyp aus der Tuono-Familie ist die A2-konforme Tuono 457, gefolgt von der Tuono 660.

## Technik
Bis 2024 wurde die Tuono 125 Euro-5-konform ausgeliefert. Die 2025er Version entspricht Euro 5+. Die 125er verfügt serienmäßig unter anderem über Aluminiumrahmen, Upside-Down-Gabel, Zweikanal-ABS und Traktionskontrolle, LED-Beleuchtung und LCD-Cockpit.
Optional kann ein elektronischer Quickshifter eingebaut werden.